# Orša
Orša (bělorusky Ворша / Vorša či Oрша, rusky Oрша, odvozené přídavné jméno oršanský) je město ve Vitebské oblasti v severovýchodním Bělorusku, blízko hranic s Ruskem. Žije zde přibližně 103 tisíc obyvatel.

## Historie
První zmínky pocházejí již z roku 1067. Dnes je Orša průmyslovým městem a především jedním z nejdůležitějších železničních uzlů Běloruska a celé východní Evropy: setkávají se zde železniční tahy Varšava – Minsk – Moskva a Petrohrad – Vitebsk – Žmerynka – Oděsa, které využívají mimoúrovňová křížení a hned tři železniční stanice.

## Rodáci
- Lev Vygotskij (1896–1934) – psycholog ruského židovského původu
- Uladzimir Karatkevič (1930–1984) – běloruský spisovatel, básník a dramatik
- Paval Sevjaryněc (* 1976) – běloruský novinář a křesťansko-demokratický politik